# Фрауэнкирхен
Фрауэнкирхен (нем. Frauenkirchen) — город и городская община в Австрии, в федеральной земле Бургенланд.
Входит в состав округа Нойзидль-ам-Зе. Население составляет 2831 человек (на 31 декабря 2014 года). Занимает площадь 3192,54 га. Официальный код — 107 05.

## Политическая ситуация
Выборы — 2007
Бургомистр общины — Йозеф Циниль (СДПА) по результатам выборов 2007 года.
Совет представителей общины (нем. Gemeinderat) состоит из 23 мест.

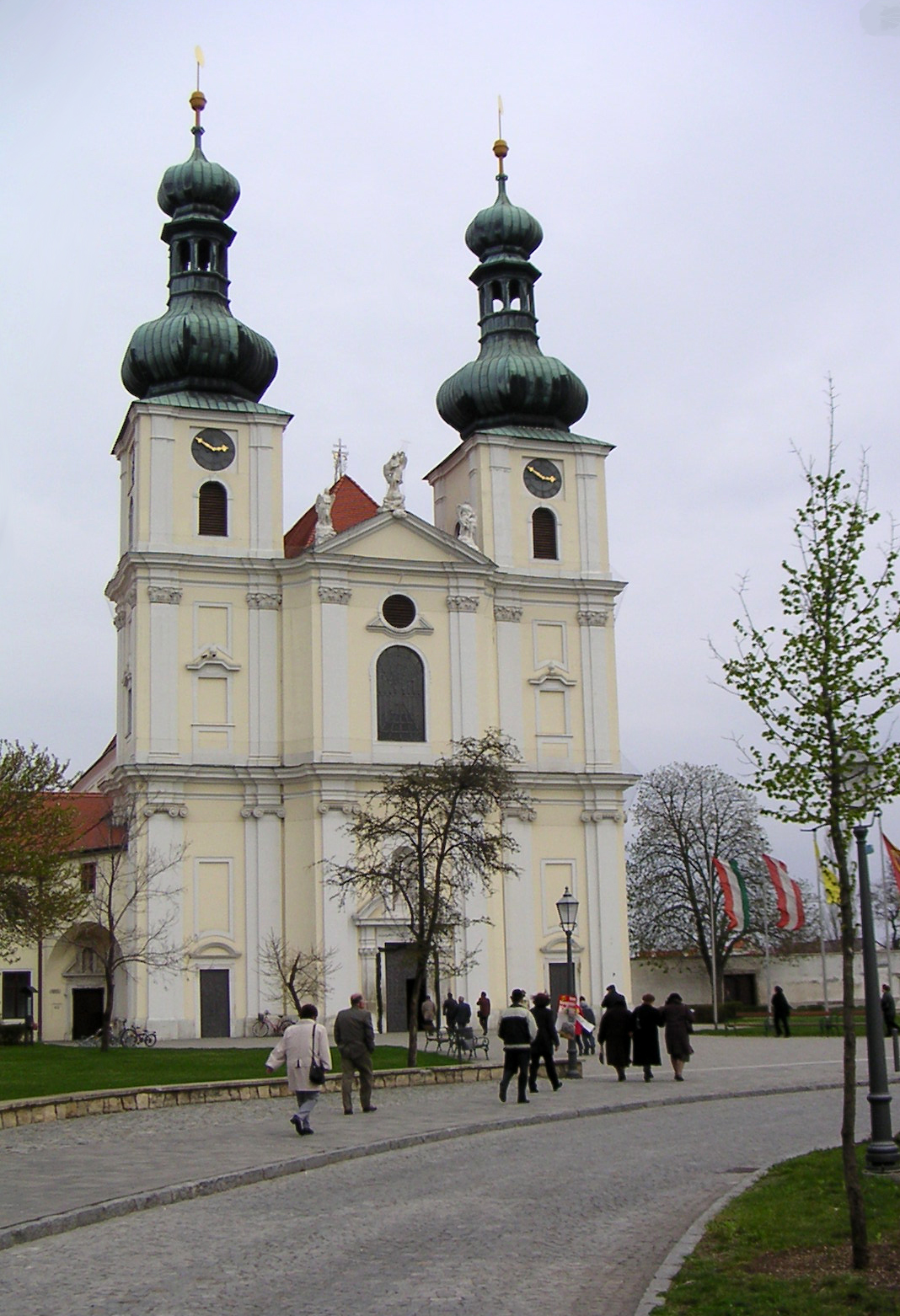
Базилика (Фрауэнкирхен)

Распределение мест:
- СДПА занимает 14 мест;
- АНП занимает 6 мест;
- Партия NESt занимает 3 места.

Выборы — 2012
Бургомистр общины — Йозеф Циниль (СДПА) по результатам выборов 2012 года.
Совет представителей общины состоит из 23 мест.
Распределение мест:
- СДПА занимает 13 мест;
- АНП занимает 5 мест;
- Партия NESt занимает 5 мест.